# Carles Frederic de Holstein-Gottorp
Carles Frederic de Holstein-Gottorp (Estocolm, Suècia, 30 d'abril de 1700 - Rolfshagen, 18 de juny de 1739) fou duc de Holstein-Gottorp. Era fill del duc Frederic IV de Holstein-Gottorp (1671-1702) i de la princesa sueca Hedwig Sofia, net, per tant del rei Carles XI de Suècia.
En morir el seu pare el 1702 a la batalla de Klissow, Carles Frederic es va convertir en duc de Holstein-Gottorp, però el seu oncle Cristià August, bisbe de Lübeck, en va exercir la regència fins a la seva majoria d'edat. Durant aquesta època, els ducats de Holstein-Gottorp es trobaven immersos en la Gran Guerra del Nord, alineats al costat de Suècia, de manera que van ser envaïts per les tropes daneses. Amb el Tractat de Nystad de 1721, Carles Frederic va haver de renunciar als seus dominis en favor del rei de Dinamarca. Per tal de recuperar el territori perdut, el duc va viatjar a la cort de Pere el Gran cercant una aliança amb Rússia. D'aquí el seu matrimoni amb la gran duquessa Anna Petrovna, filla del tsar Pere el Gran (1672-1725) i de Caterina I de Rússia (1684-1727). D'aquest matrimoni en nasqué Carles Pere Ulric, futur tsar de Rússia amb el nom de Pere III.
Després de la mort de Carles XII de Suècia, Carles Frederic va optar a la corona d'aquest país. Però la seva candidatura va ser desestimada en ser coronada reina el 1719 Ulrica Elionor de Suècia, la germana petita de Carles XII de Suècia.
En morir el 1739, a l'edat de 39 anys, el seu fill Carles Pere Ulric el va succeir al capdavant dels ducats, sota la regència del seu cosí Adolf Frederic. Amb Carles Pere Ulric la Casa de Holstein-Gottorp passava a governar Rússia, encara que amb el nom de Romanov-Holstein-Gottorp, fins al final del tsarisme amb la Revolució d'Octubre de 1917.